# Snop
Snop (bulgariska: Сноп) är en ort i Bulgarien.   Den ligger i kommunen Obsjtina General-Tosjevo och regionen Dobritj, i den nordöstra delen av landet, 400 km öster om huvudstaden Sofia. Snop ligger 191 meter över havet och antalet invånare är 180.
Terrängen runt Snop är platt. Runt Snop är det glesbefolkat, med 18 invånare per kvadratkilometer.. Närmaste större samhälle är General-Tosjevo, 16,4 km sydost om Snop.
Trakten runt Snop består till största delen av jordbruksmark.